# Providence (Kentucky)
Providence é uma cidade localizada no estado americano de Kentucky, no Condado de Webster.

## Demografia
Segundo o censo americano de 2000, a sua população era de 3611 habitantes.
Em 2006, foi estimada uma população de 3532, um decréscimo de 79 (-2.2%).

## Geografia
De acordo com o United States Census Bureau tem uma área de
16,0 km², dos quais 15,9 km² cobertos por terra e 0,1 km² cobertos por água. Providence localiza-se a aproximadamente 134 m acima do nível do mar.

## Localidades na vizinhança
O diagrama seguinte representa as localidades num raio de 24 km ao redor de Providence.